# Шилиняй (Швенчёнский район)
Шилиняй (лит. Šiliniai) — село в восточной части Литвы. Входит в состав Швенчёнского староства Швянчёнского района. По данным переписи Литвы 2011 года, население Шилиняя составляло 24 человека.

## География
Село расположено в северо-восточной части района. Расстояние до города Швянчёнис составляет 8,5 километров.

## Население
| 1905                           | 1931 | 1959 | 1970 | 1979 | 1989 | 2001 | 2011 |
| ------------------------------ | ---- | ---- | ---- | ---- | ---- | ---- | ---- |
| 5                              | 42   | 16   | 34   | 24   | 27   | 29   | 24   |
| Гистограмма динамики населения |      |      |      |      |      |      |      |